# ويليام س. ويلدون
ويليام س. ويلدون (بالإنجليزية: William C. Weldon)‏ هو رائد أعمال وشخصية أعمال أمريكي، ولد في 26 نوفمبر 1948 في بروكلين في الولايات المتحدة.

## وصلات خارجية
- ويليام س. ويلدون على موقع إن إن دي بي (الإنجليزية)